# 貝萊爾 (佛羅里達州萊昂縣)
貝萊爾（英語：Belair）是位於美國佛羅里達州萊昂縣的一個非建制地區。該地的面積和人口皆未知。

## 地理
貝萊爾的座標為30°13′09″N 84°09′58″W / 30.21917°N 84.16611°W，而該地的平均海拔高度為4米（即13英尺）。